# 臺灣桃園國際機場跑滑道系統
臺灣桃園國際機場跑滑道系統，是在臺灣桃園國際機場內的跑道，位於桃園市大園區，桃園機場現有兩條跑道，亦為台灣唯一擁有兩條以上跑道的民航機場，可供空中巴士A380機型滿載起降。

## 跑道

### 現有跑道
桃園國際機場目前擁有兩條主跑道，兩條跑道分別為05L/23R「北跑道」及05R/23L「南跑道」，其航向皆為05/23，在跑道整建完成後並將原先採用的第二類儀器降落系統升級為第三類儀器降落系統。
| 跑道                           | 啟用時間                                                           | 建設經費                                | 跑道鋪面                                                                            | 跑道等級                             | 跑道長度                        | 跑道寬度 |
| ------------------------------ | ------------------------------------------------------------------ | --------------------------------------- | ----------------------------------------------------------------------------------- | ------------------------------------ | ------------------------------- | -------- |
| 北跑道（05L-23R，曾經為05-23） | 新建：1979年2月26日 重整：2015年12月24日 第二次重整：2020年9月10日 | 新建： 重整：21.37億 第二次重整：3.87億 | 新建：混凝土 重整：改質密級配瀝青混凝土(DGAC PMA) 第二次重整：石膠泥瀝青混凝土(SMA) | 新建：Category II 重整：Category III | 3,660公尺                       | 60公尺   |
| 南跑道（05R-23L，原06-24）     | 新建：1979年2月26日 重整：2015年1月8日 第二次重整: 2021年9月15日   | 新建： 重整：30億                       | 新建：混凝土 重整：石膠泥瀝青混凝土(SMA)                                            | 新建：Category I 重整：Category III  | 新建：3,350公尺 重整：3,800公尺 | 60公尺   |

### 已關閉跑道
桃園國際機場過去曾經擁有一條長2,752公尺、寬45公尺被稱為「05R-23L」跑道的副跑道，不過由於使用率低、長度過短，同時為了加強桃園國際機場地面滑行的處理能力，已於2000年11月1日關閉廢除並變更為NC滑行道使用，在桃園國際機場進行道面整建後，NC滑行道目前擁有作為備用起飛跑道的能力而且在緊急狀況時會把其名稱改成05C/23C並作為臨時跑道用。
| 跑道                | 啟用及關閉時間                          | 跑道等級   | 跑道鋪面 | 跑道長度              | 跑道寬度 |
| ------------------- | --------------------------------------- | ---------- | -------- | --------------------- | -------- |
| 副跑道（原05R-23L） | 新建：1979年2月26日 關閉：2000年11月1日 | Category I | 混凝土   | 2752公尺（9,029英尺） | 45公尺   |

### 第三跑道
而在桃園國際機場持續發展的狀況下，交通部目前已經計畫在北跑道的北側增建長4,000公尺、寬60公尺、佔地24萬平方公尺的第三條跑道。作為「臺灣桃園國際機場園區綱要計畫」的一部份，第三跑道的工程經費達374.56億元，配合南、北跑道整建計畫，桃園國際機場北跑道、南跑道、第三跑道均達A380起降標準，第三條跑道預計於2030年9月完工啟用。

## 工程現況
- 行政院公共工程委員會更新至2025年1月底

| 標案名稱                                      | 開工日期   | 預計完工日期 | 最新進度 |
| --------------------------------------------- | ---------- | ------------ | -------- |
| 第三跑道及基礎設施計畫第一階段工程(第X002X標) | 2023/09/16 | 2026/07/01   | 43.66%   |

## 改建
2008年為了因應兩岸直航、桃園航空城及自由貿易港區而日漸增加的大型飛機架次，民航局規劃將兩條使用已經超過十餘年的跑道輪流重新鋪設。2011年，「臺灣桃園國際機場道面整建及助導航設施提升工程計畫」開始。首先進行跑道更名，將北跑道更名為05L-23R，南跑道更名為05R-23L，並於2011年8月25日下午5點起實施相關工程，由北場先行關閉施工，8月26日上午6點北跑道更名完成，經相關單位檢查及確認後開放航機起降。緊接著關閉南場進行施工，原本應於下午6點開放，因颱風強風影響，故延後至8月26日夜間10點開放。此次的跑道更名工程是整個桃園機場跑道、滑行道整建工程的序幕。此工程將翻修現有跑道、滑行道之鋪面，將南跑道原本的混凝土跑道改成石膠泥瀝青混凝土跑道，及將北跑道原本的混凝土跑道剷除，改鋪成改質密級配瀝青混凝土跑道，以降低機輪磨損機率，也將南跑道延長450公尺成為3,800公尺，並提升南跑道的儀降設備為CATII等級，北跑道為CATIII等級，跑滑道整建完成後可供目前最大的民航機－空中巴士A380客機起降及滑行使用，也更為安全。整建完成的南跑道已於2015年1月8日上午8時正式啟用，並於同年7月19日迎來首趟A380客運航班，北跑道於2015年3月6日開始封閉整修，於2015年12月24日上午8时开通。
2020年受到新冠疫情影響，桃園機場公司利用疫情期間，北跑道刨鋪工程先於2020年5月28日封閉施工，將北跑道原本的改質密級配瀝青混凝土跑道改成石膠泥瀝青混凝土跑道，整建完成的北跑道已於2020年9月10日上午10時正式啟用，南跑道於2020年10月15日開始封閉整修，並於2021年9月15日開放使用。

桃園國際機場推動建設第三航廈，串聯機場南、北跑道重要的WC滑行道，按照第三航廈施工計畫，第一階段從2016年7月1日起至2018年1月27日，由高速公路進入機場道路（航站南路）部分路段封閉施工，改由拓寬完成的航站北路進出，行車速限由現行70公里降為50公里，並維持原有雙向各3線道路面。第二階段工程從2018年1月31日起至2019年4月8日，改由航站北路地下道至華航園區的路段封閉施工，車輛進出機場動線將轉換至維持雙向各3車道通行的航站南路行駛；第三階段工程從2019年4月9日起至2021年5月10日，由高速公路（國道2號）進出桃園機場園區仍維持南進南出的方向，但在通過W2滑行道下方地下道後至P4停車場前路段，將外彎至外側新鋪設道路，航站北路前往國道2號的出場車輛道路動線改至原WC滑行道上，並於接近第二航廈前再彎回原有道路，第四階段工程從2021年5月11日起至2024年2月19日，將P4停車場平面層出入口移至西側中央，航站北路前往國道2號的出場車輛道路動線將從行經原WC滑行道平移至原P4停車場用地後連接航站南路。第五階段工程從2024年2月20日開始，恢復原本南進（由國道進入機場走航站南路）、北出（離開機場由航站北路進入國道）的交通動線，但航站南路(進入機場動線)在W2滑行道下方地下道後至P4停車場前路段，仍將外彎至外側道路；而從第二航廈出境大廳車道離開時，改為行經P4停車場後依指示前往航站北路離開機場。機場公司指出，「WC滑行道遷建及雙向化工程」預計2018年第四季完工，屆時嶄新長達1082公尺的雙線滑行道，可容納2架A380巨無霸客機同時交會通行，大幅提升桃園機場航機運作效率，同時也希望如期如質於2022年完成第三航廈的建設工程。2018年8月16日WC(2)滑行道完工啟用，原WC滑行道封閉，未來將做為第三航廈的建築用地。

## 基礎設施
除此之外，桃園國際機場還具備有39條、總長超過1.9萬公尺的滑行道，用以連接跑道與桃園國際機場的124座各類停機坪。

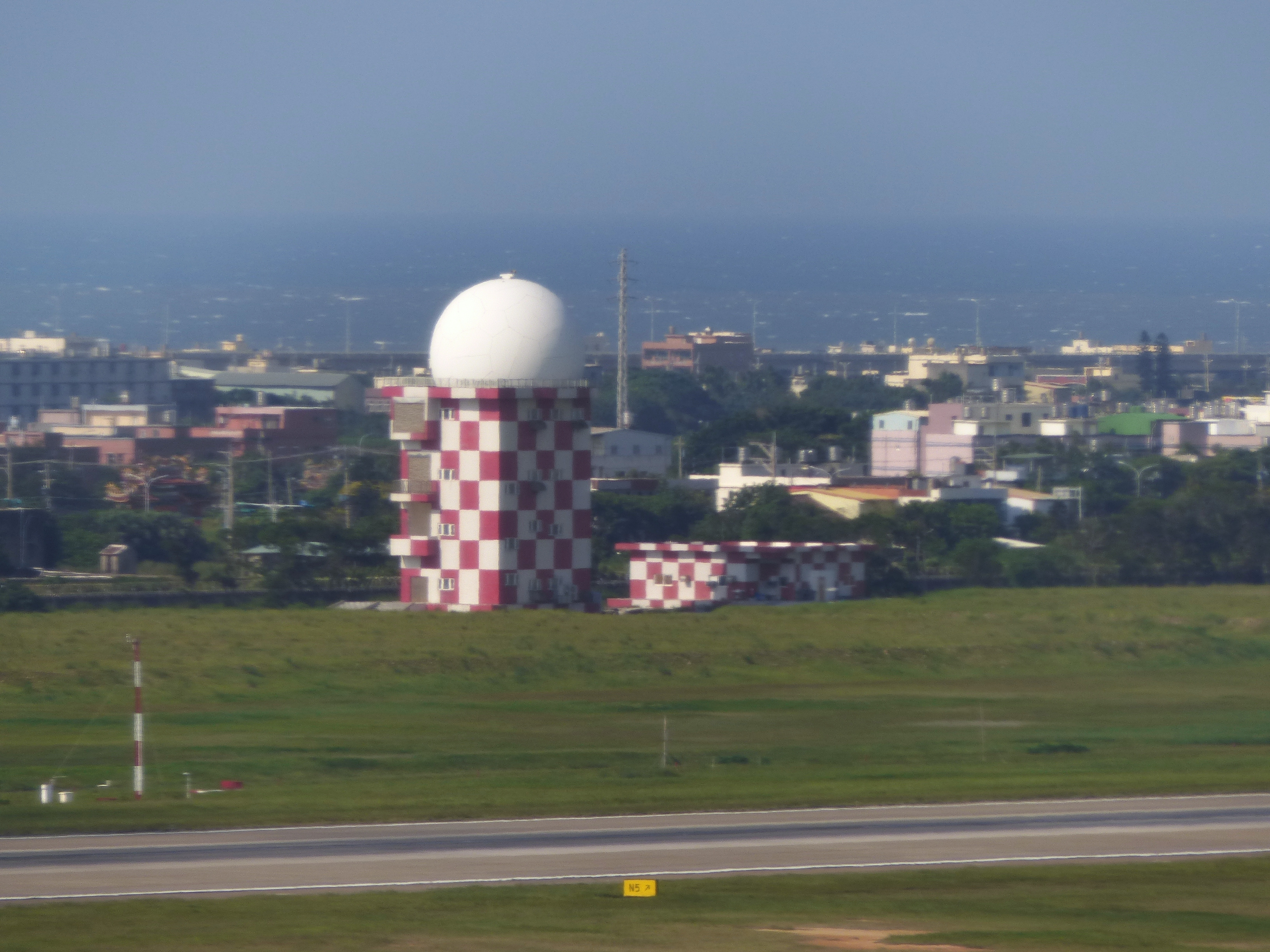
位於北跑道附近的雷達站。

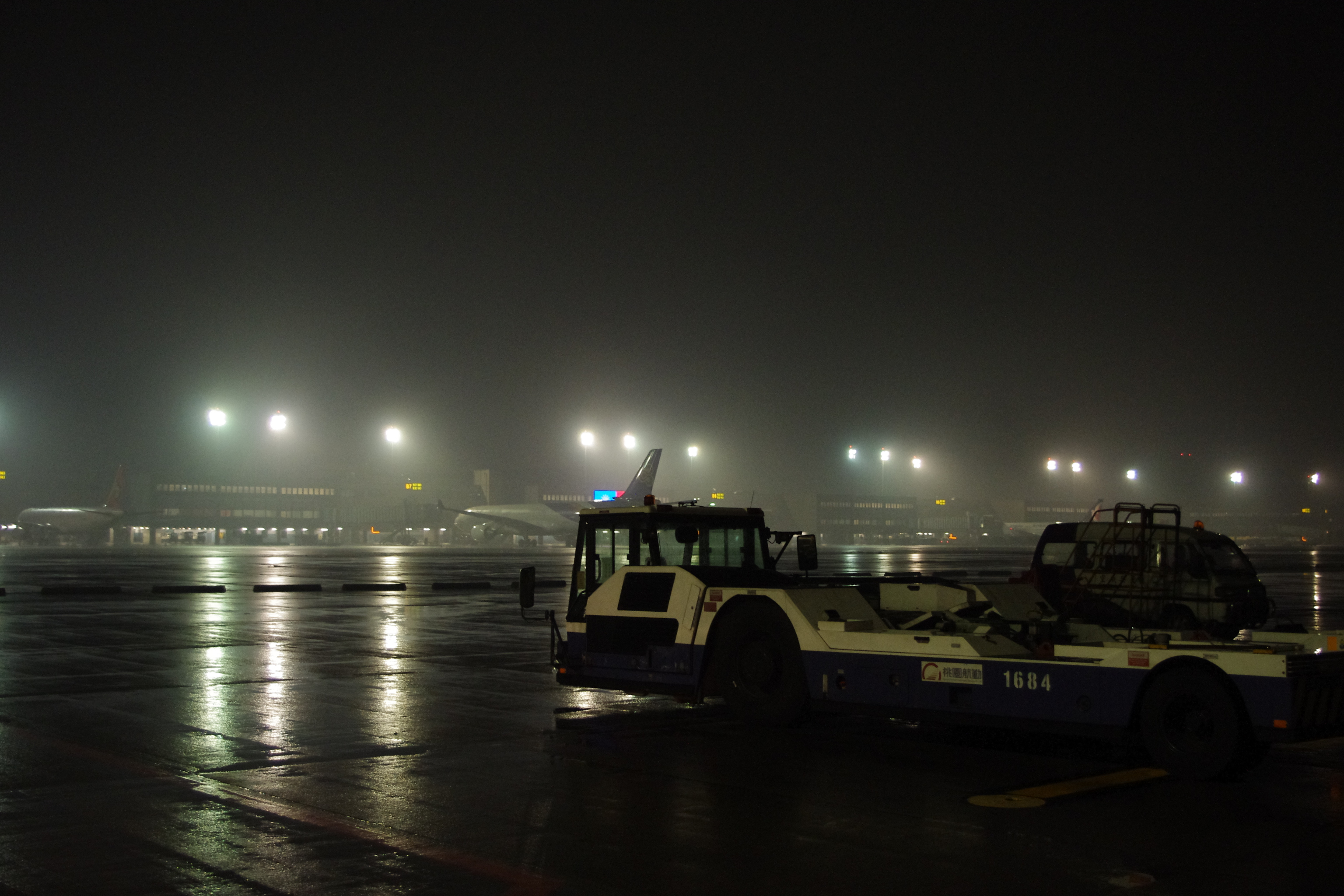
夜間運作的桃園國際機場。

| 停機坪 - 客運停機坪：面積450,524平方公尺，機位38個 - 貨運停機坪：面積361,643平方公尺，機位25個 - 商務中心停機坪：面積31,791平方公尺，機位3個 - 遠端停機坪：面積233,585平方公尺，機位15個 - 修護停機坪：面積315,270平方公尺，機位30個 - 過夜停機坪：面積88,479平方公尺，機位13個 | 登機門 - 第一航廈北登機門（A1－A9）：9處 - 第一航廈南登機門（B1－B9）：9處 - 第二航廈南登機門（C1－C10）：10處 - 第二航廈北登機門（D1－D10）：10處 - 國內線停機坪：3處 - 遠端停機坪：15處 | 滑行道 - 北滑行道：21條 - 南滑行道：21條 - 聯絡南、北滑行道：2條 航空貨運站 - 數量：3個(原本4個，但永儲公司已經於2021年12月停止營運) - 總面積：416,000平方公尺 - 年容量：2,900,000公噸 |